# ニーマー・ユーシージ
ニーマー・ユーシージ（ペルシア語: نیما یوشیج、1897年11月11日 – 1960年1月3日）は、イラン現代詩人の一人であり、伝統的韻律から脱却した新体詩を生み出した人物として知られる。「イラン現代詩の祖」。
アハヴァーネ＝サーレス、セペフリー、フォルーグ、シャームルー、エブデバージなど、多くの詩人がニーマーの詩形と表現方法を模倣したのち、個々に独自に詩的世界を完成させた。ニーマー詩の潮流は、現代詩の一時代を築いたといえる。

## 生涯
1896年イラン北部マーザンダラーン地方のヌーシュに生まれる。本名はアリー・エスファンディヤーリー。彼の父であるエブラーヒームハーン・アッザーモッソルタネはマーザンダラーンの古い家系の出身で、農業と牧畜業で生計を立てていた。
幼少期は伝統的な学校マクタブで教育を受けたが、12歳の時テヘランのミッション系スクールに入学し教育を受けた。学校では引っ込み思案な少年であった。
1932年に新体詩のマニフェストと称されるロマン主義詩「アフサーネ」を発表した。その後1938年に発表した「不死鳥」により、独自の自由韻律詩形を完成させ、後に社会象徴主義と呼ばれた表現スタイルを確立する。
財務省での勤務や高校教員も経験したが、後半生は教員であった妻に頼って生活した。
1960年1月、テヘラン北部のシェミランにて肺炎で死去。彼が望んだ通り、遺体はユーシュという彼の故郷に葬られた。

## 評価
後々の文学史記述においては、新体詩の先駆者としても位置付けられるが、生前、彼の死刑が受け入れられるまでは長い時間を要した。主要文芸誌は、彼の自由韻律詩を掲載しようとせず、イラン共産党やソ連の文化プロパガンダ機関発行の文芸誌が、彼に作品発表の場を提供した。これにより、1953年の反動クーデターの際には、共産党との政治的関係を疑われ、逮捕・収監された。
詩論として、『芸術家の生における感情の価値』(30/40年連載)が知られ、他にも多くの評論や手記、書簡が残されている。しかし、彼の詩集と同様、大半は死後に編纂・刊行された。
「私は山に棲む、痛みに満ちた心である」と詠ったニーマーは、自身の詩的世界の創造に際して、故郷マーザーンダラーンの言葉と風土を重視した。文学作品に地方風土を取り入れることは、その後のイラン文学においても、古典修辞法の画一性と西欧文学の模倣による観念性を打破する有効な手法として位置付けられた。

## 作品

### 詩
アフサーネ（神話・伝説）
- 本作品は、詩人自身でもある「恋する者」とアフサーネとの対話がある。
- 「恋する者（恋い慕う者、恋い求める者）」は、古典ペルシア文学において、「恋人」（愛の対象）を狂おしく求める存在として現れる。神秘主義詩では、没我、さらには神との合一を求める求道者として登場し、蝋燭の火を恋い慕うあまりに炎へ身を投じる蛾（火蛾）などの象徴でも表現される。本作品の「恋する者」は、作者自身であり、迷いの中にある人間存在そのものとも解しうる。フランス・ロマンス主義の影響が強く、初期ペルシア新体詩の「マニフェスト」とも呼ばれる。

ダールヴァク（木蛙）
- ダールヴァクとは、ニーマーの故郷マーザンダラーンの方言で、同地方に生息する木の上で鳴く蛙を指す。ダールヴァクが鳴くと、雨が降ると言われている。